# Zanthoxylum acuminatum
Zanthoxylum acuminatum är en vinruteväxtart. Zanthoxylum acuminatum ingår i släktet Zanthoxylum och familjen vinruteväxter.

## Underarter
Arten delas in i följande underarter:
- Z. a. acuminatum
- Z. a. juniperinum
- Z. a. tripetalum